# Резник, Михаил Борисович
Михаил Борисович Резник (укр. Михайло Борисович Резнік; род. 5 февраля 1950, Киев, Украинская ССР, СССР) — украинский дипломат. Чрезвычайный и Полномочный Посол Украины. Заслуженный экономист Украины.

## Биография
В 1972 году окончил Киевский торгово-экономический институт. Позже изучал политологию и экономику в Академии руководящих кадров и на спецкурсе Бизнес-школы Стэнфордского университета (США). Кроме того, окончил двухлетнюю школу иностранных языков в Вашингтоне.
В 1972—1993 годах работал на руководящих должностях в системе Министерства торговли Украины, возглавлял республиканское производственное и экспортно-импортное объединение.
В 1993—1994 годах — заместитель министра, первый заместитель министра внешнеэкономических связей Украины.
В 1994—1997 годах — руководитель торгово-экономической миссии при посольстве Украины в США.
С 3 сентября 1997 по 24 октября 2001 года — Чрезвычайный и Полномочный Посол Украины в Республике Корея.
С 24 октября 2001 по 10 ноября 2003 года — Чрезвычайный и Полномочный Посол Украины в Китае.
С 11 июня 2002 по 10 ноября 2003 года — Чрезвычайный и Полномочный Посол Украины в Монголии (по совместительству).
С 10 ноября 2003 по 21 июня 2005 года — Чрезвычайный и Полномочный Посол Украины в США.
С 5 июля 2004 по 21 июня 2005 года — по совместительству Чрезвычайный и Полномочный Посол Украины в Антигуа и Барбуда, представитель Украины в Организации американских государств).
С 2007 года работал Президентом Ассоциации украинских автомобилестроителей «Укравтопром».
Академик (действительный член академии) Международной Академии стандартизации с февраля 2011 года.
Имеет ранг государственного служащего, ранг чрезвычайного и полномочного посла.

## Общественная деятельность
- Член Совета директоров Украинской Ассоциации внешней политики.
- Вице-президент Федерации хоккея Украины.
- Член высшего Академического Совета общенациональной программы «Человек года».

## Награды и отличия
- Орден «За заслуги» III степени (2000)
- правительственные ордена Кореи и Монголии.

## Семейное положение
Женат. Имеет дочь и двух внуков.